# زتا گاوران
زتا گاوران یک ستاره است که در صورت فلکی گاوران قرار دارد.

## نگارخانه

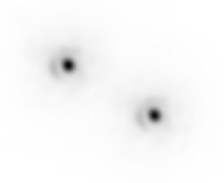
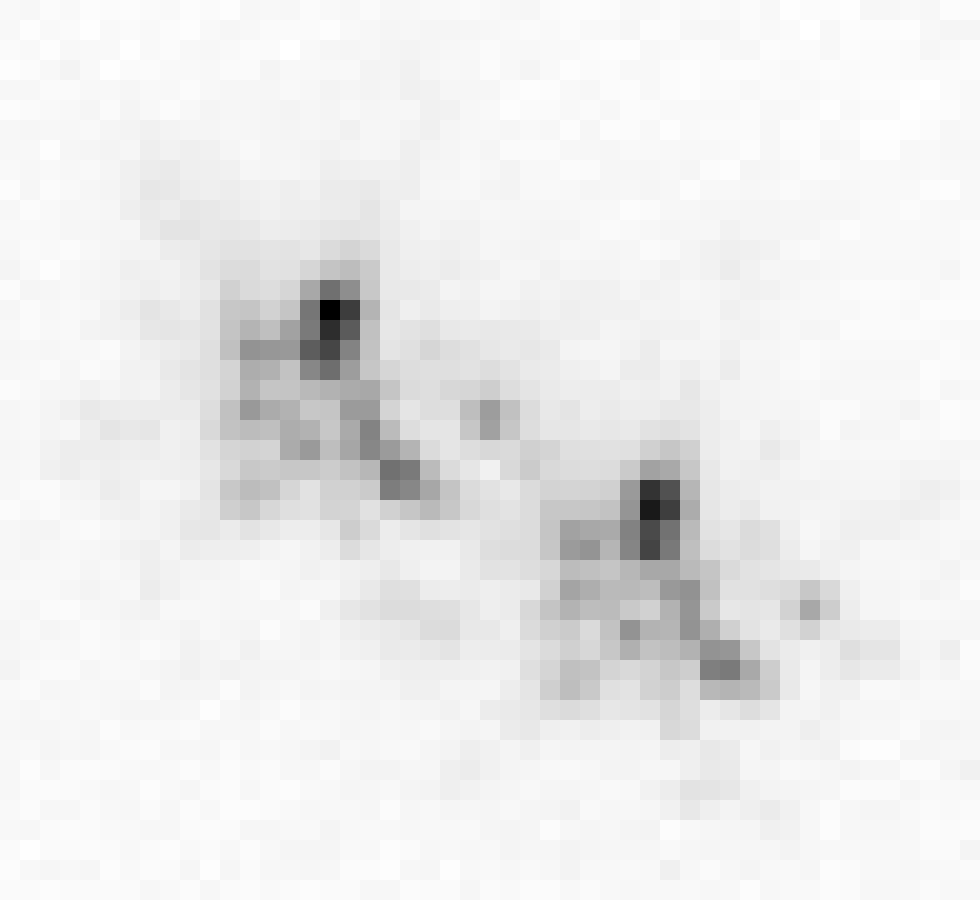